# Kanton Le Fousseret
Le Fousseret is een voormalig kanton van het Franse departement Haute-Garonne. Het kanton maakte deel uit van het arrondissement Muret. Het werd opgeheven bij decreet van 13 februari 2014 met uitwerking op 22 maart 2015.

## Gemeenten
Het kanton Le Fousseret omvatte de volgende gemeenten:
- Castelnau-Picampeau
- Casties-Labrande
- Le Fousseret (hoofdplaats)
- Fustignac
- Gratens
- Lafitte-Vigordane
- Lussan-Adeilhac
- Marignac-Lasclares
- Montégut-Bourjac
- Montoussin
- Polastron
- Pouy-de-Touges
- Saint-Araille
- Saint-Élix-le-Château
- Sénarens